# Stefan Adam Zamoyski
Stefan Adam Zamoyski (ur. 4 lutego 1904, Racewo, gubernia mohylewska, Imperium Rosyjskie, zm. 27 października 1976, San Francisco) – arystokrata, oficer kawalerii, doktor prawa.

## Życiorys

### Lata 1904–1939
W 1912 r. rozpoczął naukę w elitarnym Korpusie Paziów w Sankt Petersburgu, przerwaną w roku 1915 (lub 1916) decyzją matki. Od października 1916 r. do sierpnia 1922 r. kształcił się w Anglii, w katolickiej szkole średniej – Downside School. Nauka w Downside umożliwiła mu uzyskanie znakomitej znajomości języka angielskiego i dogłębnej wiedzy na temat Wielkiej Brytanii.
W 1922 r. powrócił do Polski i zamieszkał, wraz z rodzicami, w Krakowie (ul. Batorego 17). Odbył wyższe studia prawnicze na Uniwersytecie Jagiellońskim (od roku akademickiego 1922/1923). Studia ukończył w czerwcu 1927 r. z dyplomem i tytułem magistra praw. 9 czerwca 1931 r. uzyskał doktorat z prawa, na podstawie tezy doktorskiej pod tytułem „Samorząd rolniczy” (praca wydana w 1931 r. nakładem własnym przez oficynę wydawniczą W.L. Anczyca i Sp.).
W październiku 1924 r. rozpoczął jako ochotnik służbę w krakowskim 8 pułku ułanów Księcia Józefa Poniatowskiego (awans na starszego ułana 1 stycznia 1925 r.). Od stycznia do lipca 1925 r. odbył szkolenie w Szkole Podchorążych Rezerwy Kawalerii DOK VII (początkowo w Śremie, a później w poznańskim Sołaczu i w Biedrusku). Na zakończenie podchorążówki „z postępem celującym” i lokatą czwartą, 6 lipca 1925 r. otrzymał awans na stopień plutonowego podchorążego. Od lipca do września 1925 r. kontynuował służbę w 8 puł (w sierpniu i wrześniu uczestniczył w letnich ćwiczeniach polowych pułku). Po przerwie, związanej ze studiami, od lipca do końca września 1926 r. kontynuował służbę w 8 puł (1 sierpnia 1926 r. awansował na stopień wachmistrza podchorążego). 1 listopada 1926 r. został przeniesiony do rezerwy. 9 lipca 1928 Prezydent RP mianował go na stopień podporucznika ze starszeństwem z dniem 1 stycznia 1927 i 2. lokatą w korpusie oficerów rezerwy kawalerii.
W roku 1928 Zamoyski objął prowadzenie majątku ziemskiego Wysock (Wysocko), koło Jarosławia nad Sanem (woj. lwowskie) – własności stryja Zygmunta Zamoyskiego (1875–1931). Po śmierci stryja, majątek przeszedł formalnie na własność Stefana Adama Zamoyskiego. Jako gospodarz Wysocka doprowadził do odbudowy pałacu zniszczonego w latach I wojny światowej.
W 1929 r. pojął za żonę księżniczkę Elżbietę z Czartoryskich herbu Pogoń Litewska. Ślub cywilny odbył się w Gołuchowie, 15 czerwca, a ślub kościelny tamże, 26 czerwca 1929 r. Do administrowanego przez Zamoyskiego majątku Wysock, we władanie rodziny doszedł majątek Jedlec (pow. pleszewski), wniesiony przez Elżbietę Zamoyską.
Zamoyski dzielił czas pomiędzy Wysock i Jedlec. Wyrazem związków ze środowiskami lokalnymi było ufundowanie w 1932 r. sztandaru dla 39 pułku piechoty Strzelców Lwowskich w Jarosławiu. Był aktywny w Związku Ziemian i prezesem Rady Banku w Jarosławiu. Działał w samorządzie rolniczym i terytorialnym. Podejmował starania na rzecz polskiej społeczności Adampola (polskiej osady założonej koło Stambułu w Turcji przez pradziada żony – Elżbiety z Czartoryskich Zamoyskiej, przywódcę Pierwszej Wielkiej Emigracji – Adama Jerzego księcia Czartoryskiego, 1770–1861). Małżonkowie Zamoyscy angażowali się też w działalność charytatywną. Podstawą gospodarczą majątków w Wysocku i Jedlcu była fachowo prowadzona hodowla koni, tzw. remontów dla wojska oraz koni o przeznaczeniu myśliwskim i sportowym.
Latem 1930 r. Zamoyski odbył ćwiczenia rezerwy w 16 pułku ułanów wielkopolskich z Bydgoszczy, ale na dłużej związał się z 17 pułkiem ułanów wielkopolskich z Leszna (m.in. w 1932 r. uczestniczył w letnich ćwiczeniach pułku). W 1934 roku w tejże jednostce uzyskał wniosek awansowy na porucznika rezerwy kawalerii. W lipcu 1934 r. ukończył 6-tygodniowy, pierwszy kurs informacyjno-wywiadowczy przy Sztabie Głównym dla oficerów rezerwy. Na stopień porucznika został awansowany ze starszeństwem z dniem 1 stycznia 1935 i 71. lokatą w korpusie oficerów rezerwy kawalerii. W 1936 r. odbył, w ramach ćwiczeń rezerwy, staż w Samodzielnym Referacie Informacyjnym DOK VII Poznań. Według listy oficerskiej obsady wojennej SRI DOK VII przewidziany był na stanowisko kierownika Placówki Oficerskiej Nr 29 w Kaliszu.

### Okres 1939–1945
24 sierpnia 1939 r. został powołany w ramach mobilizacji kartkowej do wojska, na stanowisko kierownika komórki SRI DOK VII pod kodową nazwą BCZ 10 (tj. Biuro Cenzury Zagranicznej nr 10, względnie Biuro Cenzury dla Korespondencji Zagranicznej nr 10). Około 10 września, w Brześciu nad Bugiem, po zdaniu dotychczasowych obowiązków, został przydzielony do komórki ppłk. Stanisława Bienia (szefa Wydziału „Niemcy” Biura Studiów rzutu krajowego Oddziału II Sztabu Naczelnego Wodza). Wraz z Naczelnym Dowództwem i bezpośrednim przełożonym został ewakuowany na południowy wschód kraju.
W dzień po agresji sowieckiej, 18 września 1939 r. przekroczył w Kutach granicę polsko-rumuńską. 23 września dotarł do Bukaresztu. W dniach 1–2 października odbył w Krajowej (Craiova) rozmowy z internowanym marsz. Edwardem Śmigłym-Rydzem. Pełnił w nich rolę pośrednika między siłami politycznymi a internowanym marszałkiem. Być może jednym z celów tej wizyty było uzyskanie dymisji Śmigłego-Rydza z funkcji naczelnego wodza. 2 października udał się z Krajowej w podróż do Francji (przez Jugosławię, Włochy i Szwajcarię).
W dzień po przybyciu do Paryża, 6 października 1939 r. zameldował się w polskiej stacji zbornej w koszarach Bessières. 22 października 1939 r. stawił się w Obozie Wojska Polskiego w Coëtquidan. Pierwszy przydział kierował go do 1 Dywizji Piechoty (później Grenadierów). W grudniu 1939 r. uzyskał nominację na stanowisko dowódcy 3. kompanii II batalionu 2 pułku piechoty. W lutym 1940 r. wraz z całym II batalionem przeszedł do nowo tworzonej Samodzielnej Brygady Strzelców Podhalańskich. 21 kwietnia 1940 r., w Plougastel koło Brestu, przed załadunkiem w drogę do Norwegii, otrzymał z rąk naczelnego wodza gen. dyw. Władysława Sikorskiego awans na rotmistrza.
7 maja 1940 r. Brygada osiągnęła Harstad, na północ od Narwiku. 16 maja 1940 r. I Półbrygadę SBSP, a wraz z nią batalion Zamoyskiego, przerzucono na półwysep Ankenes. 28 maja 1940 r. rtm. Zamoyski poprowadził atak swojej 3. kompanii na Ankenes-Haugen. W wyniku ciężkiego ostrzału niemieckiego kompania poniosła duże straty (blisko 50 poległych i rannych). W krytycznym momencie walki rtm. Zamoyski osłaniał odwrót obrzucając atakujących Niemców granatami (za ten czyn został później odznaczony Krzyżem Srebrnym Orderu Wojennego Virtuti Militari). Ze względu na krytyczną ocenę dowodzenia Zamoyskiego, 30 maja 1940 r. dowódca Brygady gen. bryg. Zygmunt Szyszko-Bohusz wydał ustną decyzję przeniesienia go ze stanowiska dowódcy kompanii do dyspozycji dowódcy 2 Półbrygady. Ze względu na kończącą się bitwę o Narwik, do realizacji tej decyzji nie doszło. 4 czerwca 1940 r. II batalion SBSP, z rtm. Zamoyskim, został ewakuowany drogą morską z rejonu Narwiku.
Po postoju, w dniach 9–13 czerwca 1940 r., na redzie w szkockim Gourock, SBSP popłynęła do Brestu we Francji, dla udziału w obronie tzw. „Reduty Bretońskiej”. W obliczu katastrofy Francji i ewakuacji sojuszników, 18 czerwca 1940 r. zapadła decyzja dowództwa SBSP o rozwiązaniu pododdziałów. Rtm. Zamoyski na rozkaz zwinął obronę zajmowanego odcinka w rejonie miejscowości Combourg. Ponieważ brakowało środków transportu, pozostał z żołnierzami i poprowadził grupę podkomendnych na południe, w celu dotarcia do Nantes, a stamtąd do Wielkiej Brytanii. Ponieważ Niemcy 19 czerwca osiągnęli linię Loary, marsz grupy rtm. Zamoyskiego zamienił się w blisko miesięczne przedzieranie się na południowy wschód, przez linię Loary (z forsowaniem tej rzeki na wschód od Angers), na obszar Francji nieokupowanej. Za wyprowadzenie żołnierzy poza linię demarkacyjną i uchronienie ich od niewoli, w 1941 r. został odznaczony Krzyżem Walecznych.
Z Francji Zamoyski udał się, przez Hiszpanię i Portugalię, do Wielkiej Brytanii. Z Liverpoolu dotarł w rejon formowania Wojska Polskiego w Szkocji. Trafił do 1. Obozu Oficerskiego w Kirkcaldy, a później na 3-tygodniowy staż do 51. Dywizji (szkockiej). W listopadzie 1940 r. powołano go do służby jako adiutanta szefa Sztabu Naczelnego Wodza. W tymże miesiącu objął stanowiska – adiutanta (oficera ordynansowego) naczelnego wodza gen. W. Sikorskiego i kierownika Referatu Politycznego Gabinetu Naczelnego Wodza. Uczestniczył w wielu ważnych negocjacjach polsko-brytyjskich. Towarzyszył gen. Sikorskiemu m.in. w jego pierwszej podróży do USA (marzec–maj 1941 r.).
W maju 1942 r. skierowany do Waszyngtonu na stanowisko pomocnika attaché wojskowego. Był łącznikiem naczelnego wodza Polskich Sił Zbrojnych przy szefie Wojskowej Misji Brytyjskiej w Waszyngtonie marsz. polnym Sir Johnie Dillu. W 1943 r. został skierowany do pracy przy Combined Chiefs of Staff (CCS). Uczestniczył w licznych negocjacjach międzyalianckich. Realizował też samodzielne misje polityczne. Był świadkiem w sprawie mordu katyńskiego (23 kwietnia 1943 r. rozmawiał w Waszyngtonie na ten temat z zastępcą attaché wojskowego ambasady ZSRR, mjr. Pawłem Barajewem. Treść rozmowy powtórzył w kwietniu 1952 r. przed obradującą w Londynie Komisją Katyńską Kongresu USA, tzw. Komisją Maddena). Od stycznia do końca marca 1944 roku odbył kurs amerykańskiej Wyższej Szkoły Wojennej (Command and General Staff School US Army w Fort Leavenworth, Kansas). W listopadzie 1944 roku powrócił do Wielkiej Brytanii, po czym na kontynencie objął obowiązki oficera łącznikowego przy polskiej 1 Dywizji Pancernej gen. Stanisława Maczka.

### Okres 1945–1976
Awansowany 1 stycznia 1945 r. do stopnia majora, w kwietniu tego roku został zastępcą szefa Polskiej Misji Wojskowej przy brytyjskiej 21 Grupie Armii. Będąc z cywila rolnikiem – hodowcą koni, w październiku 1945 r. uzyskał nominację na dyrektora Stadnin Polskich w Niemczech (podpułkownik, 1946). Przyczynił się do repatriacji do Polski około 2 tys. rasowych koni zagrabionych przez Niemców (głównie z brytyjskiej strefy okupacyjnej). W strefie okupacyjnej USA w Niemczech, wiele ryzykując, ocalił (z zakładów produkcji surowicy – farmaceutycznych) około 60 węgierskich rasowych koni (w większości arabów) ze stadniny w Bábolnej. Przyczynił się do zakupu w Wielkiej Brytanii dla hodowli w Polsce rasowych koni pełnej krwi angielskiej.
Pozostał na emigracji. W latach 1946–1947 służył w Polskim Korpusie Przysposobienia i Rozmieszczenia (ang. Polish Resettlement Corps). Był aktywnym działaczem wielu instytucji emigracyjnych, głównie w Londynie. Od początku lat 50. był członkiem Rady i Zarządu oraz honorowym skarbnikiem Instytutu Historycznego im. gen. Sikorskiego. Był m.in. członkiem Rady i Komitetu Wykonawczego Polskiego Ośrodka Społeczno-Kulturalnego, członkiem założycielem oraz delegatem strony polskiej w European Liaison Group.
Wspierał, również finansowo, zespół paryskiej „Kultury”. W Paryżu zasiadał w Radzie Instytutu Św. Kazimierza. Z ramienia rodziny dbał o paryski Hôtel Lambert oraz o Polaków-mieszkańców Adampola (Polonezköy) pod Stambułem.
Był pierwszym i długoletnim przewodniczącym Polskiej Rady Bibliotecznej (od 1966 r.) i opiekunem Biblioteki Polskiej w Londynie. Przyczynił się do jej uratowania (w połowie lat 60.). Był honorowym skarbnikiem Polskiej Fundacji Kulturalnej. W latach konfliktów politycznych na emigracji bliższy był ośrodkowi prezydenta Augusta Zaleskiego. Pozostawał jednak rzecznikiem pojednania emigracji. Był zaangażowany w realizację Pomnika Katyńskiego w Londynie (m.in. jako członek Katyn Memorial Fund).
Od lat 50. uczestniczył w przekazywaniu eksponatów do muzeów w Polsce. Był m.in. aktywny w kwestii zwrotu arrasów. Odegrał kluczową rolę w przekazaniu na Wawel historycznego miecza po królu Zygmuncie I Starym (1963).
Pracował jako konsultant w dziedzinie hodowli koni. Przygotował (wraz z Kazimierzem Bobińskim) dzieło „Family Tables of Racehorses” (tablic genealogicznych koni wyścigowych pełnej krwi angielskiej; 1953). Jako członek rady brytyjskiego Arab Horse Society był współzałożycielem ogólnoświatowej organizacji grupującej hodowców koni czystej krwi arabskiej – World Arabian Horse Organisation (WAHO, 1970).
Organizował od podstaw hodowlę koni arabskich w Izraelu (rezultatem wieloletniej współpracy Zamoyskiego z hodowcami izraelskimi stało się stworzenie prężnego ośrodka hodowlanego koni czystej krwi arabskiej w Parku Narodowym Ramat Gan koło Tel Awiwu). Mimo kłopotów zdrowotnych, w październiku 1976 r., jako delegat, z ramienia Israel Arab Horse Society, uczestniczył w konferencji WAHO w San Francisco. Zmarł tam nagle, 27 października 1976 r. Pośmiertnie odznaczony przez władze Rzeczypospolitej Polskiej na uchodźstwie Krzyżem Klasy II (Komandorskim z Gwiazdą) Orderu Odrodzenia Polski.
13 maja 1978 r. urna z prochami ppłk. dr. Stefana Adama hrabiego Zamoyskiego została złożona w Polsce – w krypcie kolegiaty w gnieździe rodowym Zamoyskich, mieście Zamościu.

## Ordery i odznaczenia
- Krzyż Srebrny Orderu Wojennego „Virtuti Militari” 1940 nr 8969[3]
- Krzyż Walecznych 1941
- Francuskie Odznaczenie Wojenne „Croix de Guerre” 1941
- MBE (Member of the Most Excellent Order of the British Empire) 1946
- Złoty Krzyż Zasługi 1965
- Srebrna Odznaka Honorowa Stowarzyszenia Polskich Kombatantów 1972
- Krzyż Klasy II (Komandorski z Gwiazdą) Orderu Odrodzenia Polski (pośmiertnie) 1976[4]